# منطقه چانگپینگ
منطقه چانگپینگ (به چینی: 昌平区، به پین‌یین: Chāngpíng Qū) یک منطقهٔ شهرداری تابع شهر پکن، پایتخت  جمهوری خلق چین است.

## خصوصیات
منطقه چانگپینگ ۱٬۴۳۰ کیلومترمربع مساحت و ۶۱۴٬۸۲۱ نفر جمعیت دارد.

## نگارخانه

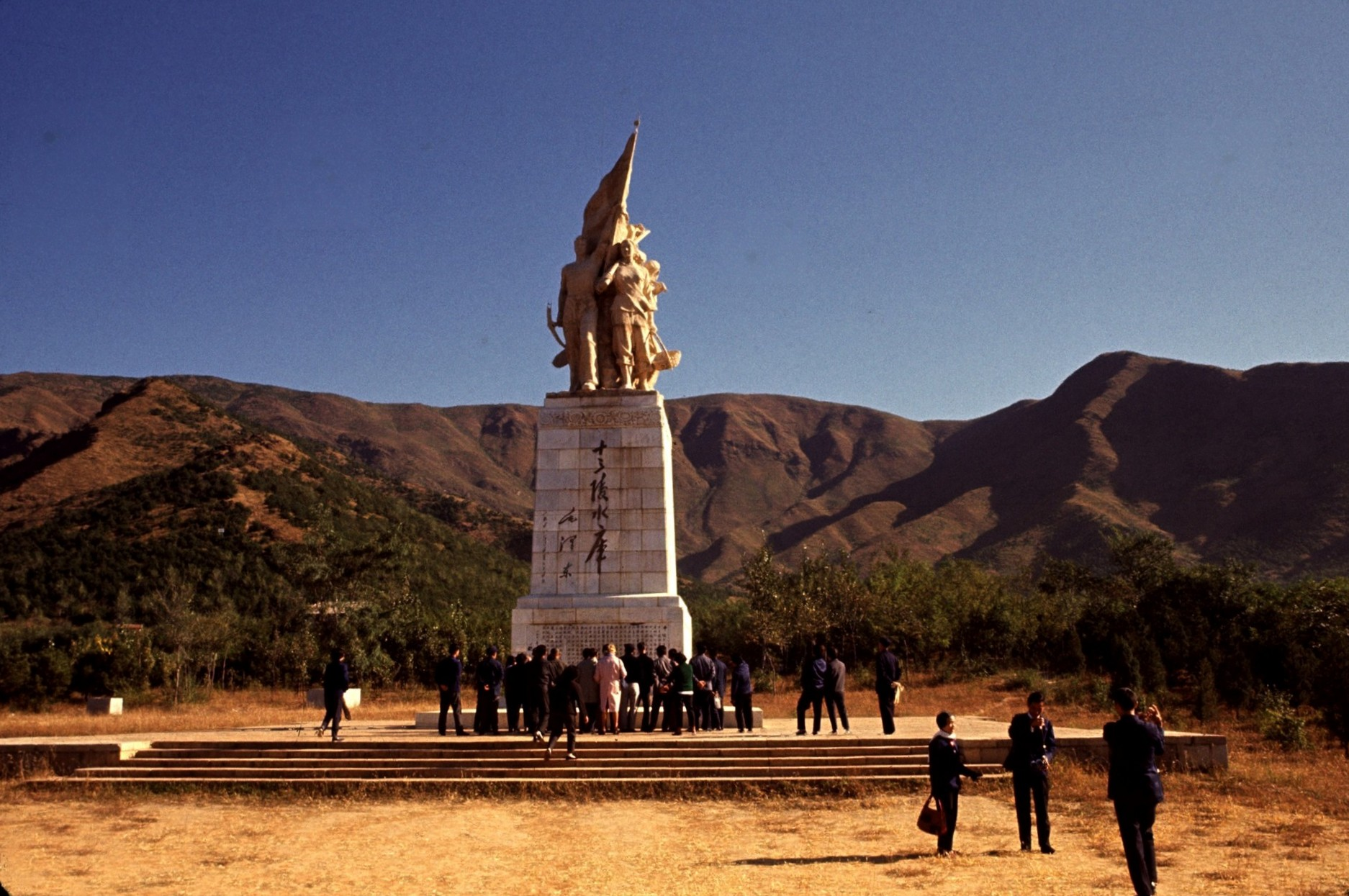
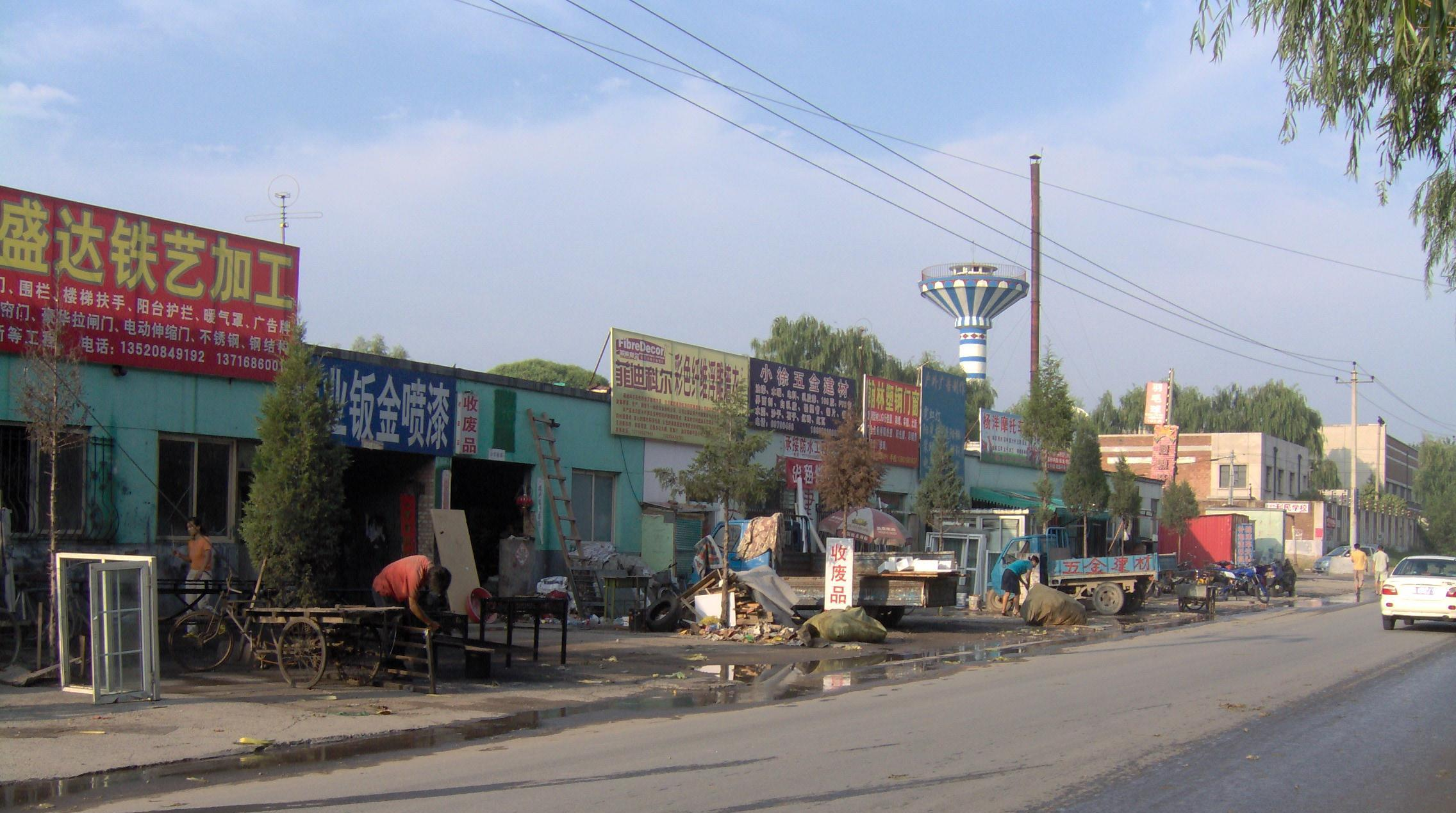
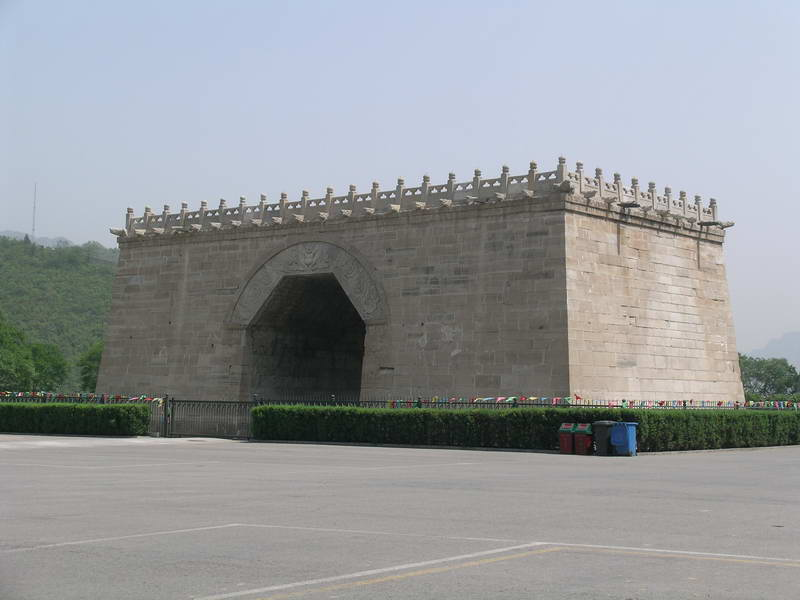